# Nectria
Nectria é um género de fungos ascomicetas da família Nectriaceae. A maioria das espécies são saprófitos que em geral ocorrem em madeira morta, mas algumas são parasitas de árvores, incluindo algumas fruteiras (como a macieira) e árvores utilizadas para a produçção comercial de madeira. O género inclui pelo menos 92 espécies.

## Espécies
- Nectria cinnabarina
- Nectria coccinea
- Nectria ditissima
- Nectria diversispora
- Nectria eustromatica
- Nectria foliicola
- Nectria fragilis
- Nectria fuckeliana
- Nectria galligena
- Nectria haematococca
- Nectria episphaeria
- Nectria magnoliae
- Nectria mammoidea var. rubi
- Nectria mauritiicola
- Nectria peziza
- Nectria pseudotrichia
- Nectria punicea
- Nectria radicicola
- Nectria ramulariae